# Graetz-Zahl
Die Graetz-Zahl {\displaystyle {\mathit {Gz}}} (nach Leo Graetz) ist eine dimensionslose Kennzahl aus dem Bereich der erzwungenen Konvektion. Bei einer stationären Strömung, bei der die Verweildauer in den Rohrstücken konstant ist, ist sie der Kehrwert der Fourier-Zahl {\displaystyle {\mathit {Fo}}}:
{\displaystyle {\mathit {Gz}}={\frac {1}{\mathit {Fo}}}}
und drückt somit das Verhältnis von konvektiv übertragener zu abgeleiteter Wärme aus:
{\displaystyle {\mathit {Gz}}={\frac {Q_{\mathrm {konv} }}{Q_{\mathrm {leit} }}}}
Je größer der Wert der Graetz-Zahl, desto stärker der Einfluss der Konvektion bei der Wärmeübertragung im Vergleich zur Wärmeleitung des Fluids. Sie kann somit durch die charakteristische Länge {\displaystyle L}, den hydraulischen Durchmesser {\displaystyle D_{\mathrm {H} }} eines Rohrs (entspricht bei einem kreisförmigen Rohr dem Durchmesser), die Strömungsgeschwindigkeit {\displaystyle \omega } sowie die Temperaturleitfähigkeit {\displaystyle a} des Fluids definiert werden:
{\displaystyle {\mathit {Gz}}={\frac {\omega D_{\mathrm {H} }^{2}}{aL}}}
Mit Hilfe der Reynolds-Zahl {\displaystyle {\mathit {Re}}}, der Prandtl-Zahl {\displaystyle {\mathit {Pr}}} oder der Péclet-Zahl {\displaystyle {\mathit {Pe}}} lässt dies sich schreiben als:
{\displaystyle {\mathit {Gz}}={\frac {D_{\mathrm {H} }}{L}}\cdot {\mathit {Re}}\cdot {\mathit {Pr}}={\frac {D_{\mathrm {H} }}{L}}\cdot {\mathit {Pe}}}